# 革命前夜 (井口裕香の曲)
「革命前夜」（かくめいぜんや）は、井口裕香の10作目のシングル。2018年11月21日発売。発売元はワーナー・ブラザース ホームエンターテイメント。

## 解説
前作「UNLOCK」から半年ぶりとなるリリース。本作の表題曲は、テレビアニメ『とある魔術の禁書目録III』の前期エンディングテーマに起用された。
井口が音楽活動をスタートするきっかけとなった作品も『とある魔術の禁書目録』だったが、『とある魔術の禁書目録』の主題歌を担当するのは今作が初めてである。
本作はアーティスト盤（CD＋DVD）、アニメ盤（CD＋DVD）、通常盤（CD）の3形態で発売された。アニメ盤のみカップリング曲が異なっている。アーティスト盤には「革命前夜」のミュージックビデオおよびメイキング映像と、TVCFを収録したDVDが付属している。アニメ盤は描きおろしイラストジャケットとなっており、『とある魔術の禁書目録III』のノンテロップエンディング映像と、井口裕香インタビュー映像を収録したDVDが付属している。
ミュージックビデオは、全編でプロジェクションマッピングを用いた映像となっている。
CDシングル発売の6週以上前となる2018年10月6日より表題曲「革命前夜」のデジタル先行配信が開始された。 
また、「革命前夜」の発売記念特番が井口裕香 オフィシャルYouTubeチャンネルにて3回に分けて配信された。そのうち3回目の「打ち上げ特番」は、CD発売日の2018年11月21日に生配信された。

## 収録曲

### アーティスト盤、通常盤
CD
1. 革命前夜 (3:46)
  - 作詞：zopp / 作曲：高橋克行、伽羅奢 / 編曲：佐々木裕

テレビアニメ『とある魔術の禁書目録III』の前期エンディングテーマ。
井口は「大人になりつつあるインデックスの柔らかい心を表現したかったし、インデックスを演じているからこそ届けられるものがあればいいな」と語っている[4]。
壮大なサウンドをバックに実際に歌ってみると表現が難しかったという井口は試行錯誤した結果、レコーディングでは初めて体育座りで歌った[5]。
ちなみに、本楽曲は英語で「革命前夜」を意味する「THE EVE OF THE REVOLUTION」という仮タイトルだった。
2. 幸せなケーキの作り方 (4:15)
  - 作詞・作曲：野田愛実 / 編曲：前口渉

井口が野田愛実に直接会って、一度聴いたら覚えられるようなほっこりするクリスマスソングをリクエストして作られた楽曲である[4]。
前作[注 2]から2作連続で、アーティスト盤・通常盤のカップリング曲が野田愛実による作詞・作曲の作品となった。
3. 革命前夜 (Instrumental) (3:46)
4. 幸せなケーキの作り方 (Instrumental) (4:11)

DVD（アーティスト盤のみ）
1. “革命前夜” (Music Video) (4:08)
ディレクター：向井智洋
2. Behind the Scenes of “革命前夜” (7:05)
3. TV-SPOT (0:18)

### アニメ盤
CD
1. 革命前夜
2. blue moon (4:50)
  - 作詞：maimie / 作曲・編曲：佐々木裕

井口は「インデックスが置いて行かれたときの大人な気持ちを歌いたいなって、思っていて。なので、あまり重くならないように、決して淀んでいるわけではなく澄んだ気持ちで、未来を見据えていながらも切ない、みたいな感じで歌えたらいいな」と語っている[4]。
「blue moon」はひと月の間に満月が2回巡ることであり、「極めて稀なこと」という意味でもある。
3. 革命前夜 (TV-size) (1:37)
4. 革命前夜 (Instrumental)
5. blue moon (Instrumental) (4:49)

DVD
1. 「とある魔術の禁書目録III」ノンテロップED (3:11)
第7話以降のエンディング映像と第6話までのエンディング映像の2種類が収録されている。
2. SPECIAL INTERVIEW (9:29)